# کم هندرسون
کم هندرسون (انگلیسی: Cam Henderson؛ زادهٔ) سیاست‌مدار ایالات متحده آمریکا است. او از دانش‌آموختگان دانشگاه امریکن است.